# 菜餚

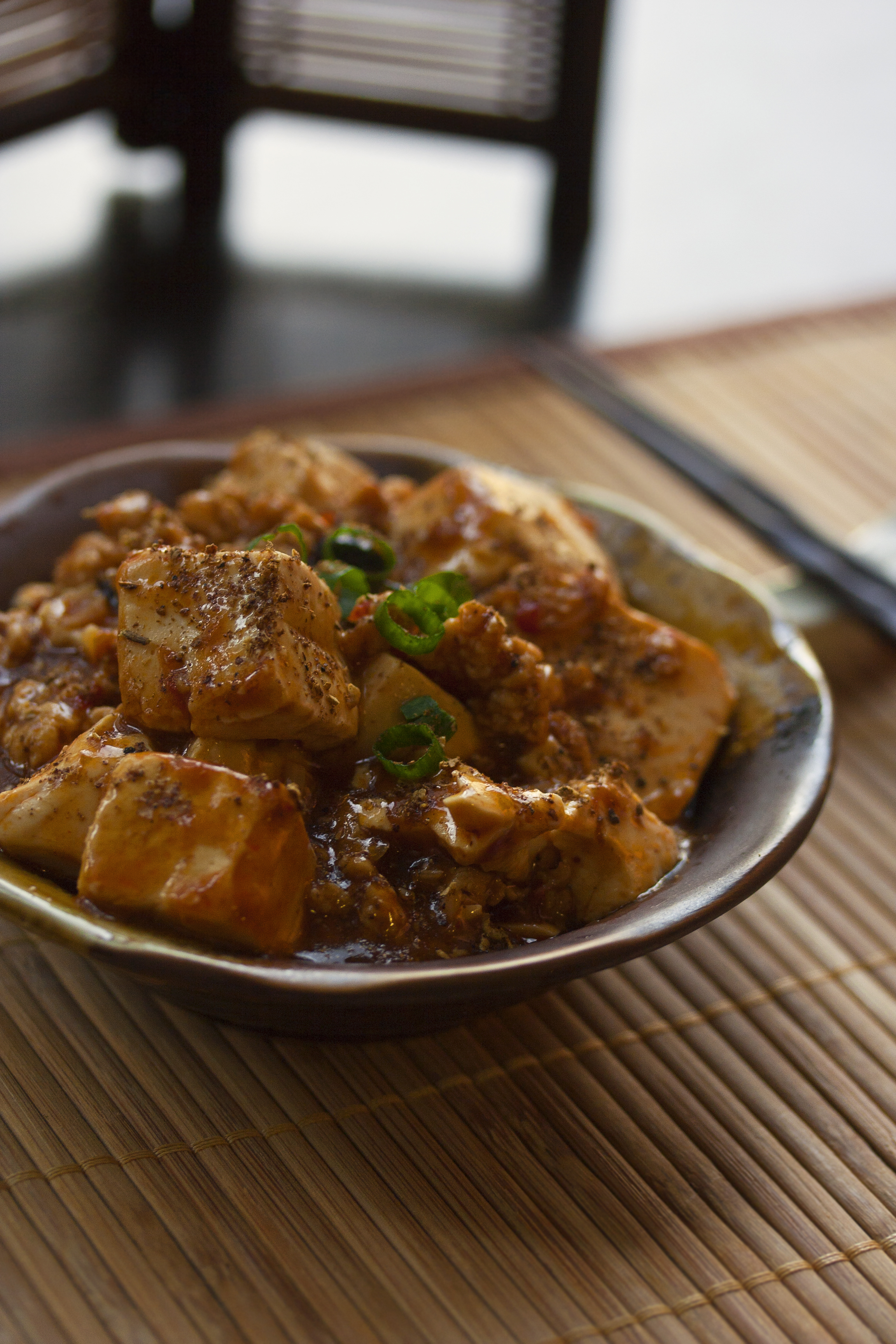
麻婆豆腐

菜餚，又名料理，指經過烹飪可供食用的食物。菜餚通常放在餐具上供食用，有些則可以徒手進食。記錄菜餚需要的材料、份量及烹调方式的文件稱作食譜。

## 命名
許多菜餚會有專屬的名稱，例如酸味燉牛肉（sauerbraten）、麻婆豆腐，有些則只有敘述性的名稱，例如烤肋排。許多菜餚會以地名來命名，有些是因為和特殊的地點有關，例如波士頓焗豆或是佛羅倫斯丁骨大牛排。